# オスカー (セラピー猫)
オスカー(Oscar)は、アメリカ合衆国ロードアイランド州の老人ホームで飼われていたネコ。セラピー目的で飼われていたが、死期が近づいた人間に寄り添い、見かけ上、その「死期」が近いことを「察知」し、周囲に知らしめる行為を行うことが知られてから著名となった。

## 概要
オスカーは2005年生まれであり、ロードアイランド州プロビデンスの老人ホーム（the Steere House Nursing and Rehabilitation Center,仮訳　ステアーハウス看護リハビリテーションセンター）で飼われていた。2007年に、ブラウン大学准教授のデイヴィッド・ドーサ博士が、オスカーが死期が近い人物を知らしめる行為を行っていることをニューイングランド・ジャーナル・オブ・メディシン(NEJM)にて発表し、その存在が広く知られるようになった。ドーサによると、オスカーは細胞の死に関して、放出されるケトンの匂いを感じているのではないかと推測している。FOXニュースで紹介されている。2010年にはドーサにより、オスカーのことを記した本（Making Rounds With Oscar: The Extraordinary Gift of an Ordinary Cat, オスカー : 天国への旅立ちを知らせる猫）が出版された。
2022年2月22日、病気により17歳で急死した。

## 背景
オスカーは、アニマルシェルターで生まれ、子猫の時期に、老人ホームへと貰われた。重度認知症やパーキンソン病末期等の方がいるフロアー（41床）で育った。この老人ホームはペットセラピーを重視し、ホームのいたるところにペットがおり、オスカーは6匹いるネコのうちの1匹である。ホーム名に含まれているステアーは、ホーム開設時の後援者ヘンリー・J・ステアー (Henry J. Steere) にちなむが、最初に買われたネコの名はヘンリー (Henry) でもあった。

### 死期の「察知」
6ヶ月ほど経過した頃、老人ホームのスタッフはオスカーがまるで医師や看護師のように、入居者のところを巡回していることに気が付いた。オスカーは入居者の匂いをよく嗅ぎ、特定の入居者のそばで丸くなった。オスカーが丸くなったところの人物は、しばしば数時間以内で死去した。初期のケースでは、血餅を持ち、足が冷えてしまった女性がおり、オスカーは彼女が亡くなるまで彼女の足をくるんでいたということがあった。別のケースでは、医師は入居者の容体から、亡くなるまで12時間と予察し、オスカーもその人のところを通り過ぎた。しかし、オスカーは後から、その人物のところに行き、医師の予測よりも10時間も早く、2時間後に亡くなった。
オスカーのこのような行動（NEJMへ投稿された報告によれば25例以上）は、老人ホームのスタッフに一般的ではない新しい規則を設けさせた。それは、オスカーが入居者のそばで寝ているのであれば、死期が迫った可能性があるとして、入居者の家族に連絡することであった。
ほとんどのケースでは、入居者の死去時にオスカーが、居室にいることに問題はなかった。しかし、家族の要請により、居室から追い出されると、ドアの前でうろつき、抗議の鳴き声をあげていた。後に、オスカーは入居者の死去時までそのそばにおり、死去すると静かに部屋を出るようになった。
2010年までにオスカーは50人以上の死去を察知している。

## 参考
- When death comes calling, so does Oscar the cat ( CNN.com, July 25, 2007. ) - ウェイバックマシン（2008年10月29日アーカイブ分）
- Oscar the cat predicts patients' deaths ( AP via Yahoo News, July 25, 2007. ) - ウェイバックマシン（2007年7月25日アーカイブ分）
- 壱岐田鶴子『ネコの気持ちがわかる89の秘訣 : 「カッカッカッ」と鳴くのはどんなとき?ネコは人やほかのネコに嫉妬するの?』SBクリエイティブ〈サイエンス・アイ新書〉、2015年、216頁。ISBN 978-4-7973-5946-6。